# Corpus Johanneum
Das Corpus Joanneum umfasst die Schriften des Neuen Testaments, die gemäß der altkirchlichen Tradition von dem Evangelisten Johannes geschrieben wurden. Ein Zusammenhang der Schriften wird insbesondere für das Johannesevangelium und die Briefe des Johannes angenommen. Die Texte weisen eine gemeinsame Theologie und Sprache auf und unterscheiden sich in wichtigen Punkten von anderen neutestamentlichen Texten, sodass von einer johanneischen Schule oder einem johanneischen Kreis als Verfasser der heute vorfindlichen Endfassung der Texte gesprochen wird. Von Jens-Wilhelm Taeger wird außerdem die Minderheitenmeinung vertreten, auch die Offenbarung des Johannes gehöre zu diesem Komplex.

## Gründe für die Annahme einer johanneischen Schule

### Bibel

#### Autorschaft
Weder in den Briefen noch im Evangelium gibt sich ein Autor namens Johannes zu erkennen. Im Johannesevangelium ist stattdessen die Rede vom „Lieblingsjünger“, der die Richtigkeit des Evangeliums bezeugt, während im zweiten und dritten Johannesbrief ein Presbyter als Absender genannt wird. Im Ersten Johannesbrief wird stattdessen ein namenloser Verfasser genannt, der im Namen eines Kollegiums den Brief geschrieben haben möchte.

#### Theologie
Die zentralen Eigen- und Besonderheiten aller johanneischen Schriften sind das zentrale Argument für die Annahme einer johanneischen Schule. Dazu gehören: Einheit von Vater und Sohn, die Fleischwerdung Jesu Christi, Dualismus zwischen Gott und Welt, das „Erkennen“ Gottes (Joh 1,13 ), (Joh 3,3 ), (1 Joh 2,29 ), (1 Joh 3,9 ), (1 Joh 4,7 ), das „Bleiben“ in Gott in Jesus, in der Wahrheit und in der Lehre (2 Joh 2,9 ), (1 Joh 2,6.24.27 ), (1 Joh 4,12–15 ), (Joh 8,31 ), (Joh 14,10.17 ), (Joh 15,4-10 ), das Gebot der Liebe, „Aus der Wahrheit sein“ und „die Wahrheit erkennen“ (2 Joh 1 ), (3 Joh 3,8 ), (1 Joh 2,21 ), (1 Joh 2,21 ), (1 Joh 3,19 ), (Joh 8,32 ), (Joh 18,37 ).

### Alte Kirche
Der im Evangelium genannte Lieblingsjünger wird seit dem 2. Jahrhundert mit dem Apostel Johannes identifiziert: „Darauf (nach Matthäus, Markus, Lukas) gab Johannes, der Jünger des Herrn, der auch an seiner Brust gelegen hatte, selbst das Evangelium heraus, als er in Ephesus in der Asia weilte.“ Darüber hinaus identifiziert Irenäus ihn mit dem Zebedäussohn Johannes, sowie mit dem Alten, der sich als Autor der heute als zweiten und dritten Johannesbriefes bekannten Briefe ausgibt und schließlich mit dem Autor der Apokalypse. Als zusätzliche nicht aus der Bibel ableitbare Information gibt er an, dass dieser Johannes in Ephesus lebte.
Martin Hengel sieht zudem im Fehlen von alternativen Titeln für Briefe und Evangelium ein eindeutiges Argument dafür, dass deren Titel und Zuordnung zum ephesischen Johannes bereits während der Veröffentlichung feststand und deshalb auch nur unter diesem Titel in der Alten Kirche verbreitet wurde.

## Stellung der Johannesapokalypse
Neben den Briefen und dem Evangelium ist in dem neutestamentlichen Kanon ebenfalls die Apokalypse des Johannes zu finden, dessen Autor den gleichen Namen trägt, weshalb das Verhältnis ebendieses zu den übrigen Texten diskutiert wurde und wird. Grundsätzlich ist hierzu zu erwähnen, dass Johannes als häufiger Name im antiken Griechenland keinerlei Rückschlüsse auf eine mögliche Verbindung erlaubt, weshalb eine solche textinhärent erfolgen muss. Hierzu wurden verschiedene Überlegungen angestellt:
Taeger sieht, im Anschluss an die Theorien Rudolf Bultmanns zum Corpus Johanneum eine deuterojohanneische Redaktion des Evangeliums sowie ebendiese Gruppe von Redakteuren als Autoren der Briefe. Merkmal dieser Gruppierung ist demnach eine futurische Eschatologie in den Versen (Joh 5,24 ); (Joh 6,39.40.44.54 ); (Joh 12,48 ) sowie im gesamten ersten Johannesbrief.
Allerdings ist ebendiese Theorie Bultmanns zweifelhaft geworden, wodurch die Grundlage der Taegerschen These entfällt und damit auch die enge Verbindung zwischen Apokalypse und dem Corpus Johanneum fraglich wird.

## Forschungsstand

### Das Haupt der johanneischen Schule
Martin Hengel sieht in den zahlreichen Anspielungen sowohl in den Briefen als auch in den altkirchlichen Schriften auf einen „Alten“, der die Wiederkehr Jesu noch erleben werde und zu seinen Jüngern gehörte, einen Hinweis darauf, dass zwischen den Jahren 70 und 100/110 in Kleinasien ein Mann tätig war, der für sich selbst den Anspruch erhob, ein Jünger Jesu gewesen zu sein und der infolgedessen sowohl großen Einfluss in diesem Gebiet ausübte als auch das Evangelium schrieb. Nach dessen Tod gab es dieser Theorie folgend wahrscheinlich keine weiteren Oberhäupter, so wie es auch bei den anderen frühchristlichen Schulen (etwa der des Paulus) der Fall war.

### Reihenfolge und Datierung der Schriften
Die meisten Erforscher des Neuen Testaments gehen davon aus, dass die Qualität der Schriften der johanneischen Schule abnahm und stellen entsprechend das Johannesevangelium an den Anfang. Es folgt demnach der erste Brief des Johannes und als unbedeutende Produkte der Spätphase der zweite und dritte Brief des Johannes. Ausgehend von dieser Reihenfolge wird das Evangelium im Jahr 100 datiert und die Briefe in den folgenden zehn bis zwanzig Jahren. Begründet wird dies damit, dass die Redaktion der Briefe die Existenz des Evangeliums voraussetzt und sich an verschiedenen Stellen auf diese bezieht. Zwar finden sich keine Stellen, in denen direkt auf das Evangelium Bezug genommen wird, jedoch soll dieses stets im Hintergrund stehen.
Udo Schnelle hingegen favorisiert ein Ansteigen der Qualität und geht entsprechend von der Reihenfolge 2. Johannesbrief, 3. Johannesbrief, 1. Johannesbrief und zum Abschluss das Evangelium aus. Für diese Reihenfolge führt er als Argumente gegen die oben genannte Sicht an, dass die beiden kleinen Briefe nicht als Relektüre der längeren Schriften gesehen werden können, die Auseinandersetzung mit den Doketen in allen Schriften zu finden ist, jedoch im Johannesevangelium bereits eine Auseinandersetzung mit ihnen vorausgesetzt wird, was voraussetzt, dass die Briefe zuvor entstanden sind. Außerdem sieht er es als nicht begründet an, dass das theologische Niveau, insbesondere die Christologie, in den späteren Schriften niedriger sein soll als in den früheren.

### Ort der Schule
Als Abfassungsort gilt zumeist Ephesus: Zunächst spricht für diese Zuordnung die altkirchliche Tradition, nach der der Apostel Johannes das vierte Evangelium ebendort geschrieben haben soll. Darüber hinaus verweist die Wirkungsgeschichte („Aloger, Montanisten, Johannesakten, Rezeption in der Gnosis“) nach Kleinasien.
Nimmt man allerdings die Berührungen mit mandäischen Schriften und mit den Briefen des Ignatius von Antiochien, die Polemik gegen die Anhänger von Johannes dem Täufer und gegen „die Juden“ in den Blick, wird auch Syrien als Ort der Abfassung wahrscheinlich. Um beides miteinander in Einklang zu bringen, wird teilweise überlegt, ob in einem Ort das ursprüngliche Evangelium verfasst wurde und in einem anderen die anschließende Redaktion stattfand. Das würde eine mindestens räumliche Trennung des Evangelisten und der sich an seiner Theologie orientierenden Schule bedeuten.

## Theologie
Neben der gemeinsamen Angabe von einem Johannes geschrieben zu sein eint die Briefe und die Evangelien im Unterschied zu der Offenbarung eine gemeinsame Theologie, die am deutlichsten im Evangelium herausgearbeitet ist. In den Briefen ist sie ebenfalls zu finden, wenngleich je nach Datierung entweder in bereits wieder verlorener oder noch nicht entwickelter Form. So wird stärker als in den restlichen neutestamentlichen Schriften die Einheit von Vater und Sohn betont, der Dualismus zwischen Gott und Welt aufgemacht, der sich auch in der Betonung der Fleischwerdung Jesu Christi zeigt und die starke Betonung der „Wahrheit“ als Inhalt der Predigt und Botschaft.
Dem Autor des Evangeliums lagen die synoptischen Evangelien wahrscheinlich vor, er verwendete sie jedoch nicht in gleicher Weise wie Matthäus und Lukas Markus verwendeten. Er versuchte mit seinem Evangelium einen Neuansatz, jedoch nicht mit dem Anspruch die vorhandenen frühchristlichen Texte zu verdrängen, sondern sie zu ergänzen.
Entsprechend ist die angestrebte Verwendung des ersten und zweiten Briefes sowie des Evangeliums nicht die Privatlektüre, sondern die Lesung im Gottesdienst.